# Earl Young
Pour les articles homonymes, voir Young et Earl Young (homonymie).
Earl Verdelle Young (né le 14 février 1941 à San Fernando) est un athlète américain spécialiste du 400 mètres.
Sélectionné pour les Jeux olympiques d'été de Rome, il se classe sixième de la finale du 400 mètres dans le temps de 45 s 9. En fin de compétition, Earl Young remporte la médaille d'or du relais 4 × 400 mètres aux côtés de ses compatriotes Jack Yerman, Glenn Ashby Davis (champion olympique du 400 m haies) et Otis Davis (champion olympique du 400 m). L'équipe américaine établit en 3 min 02 s 2 un nouveau record du monde de la discipline, et devance finalement l'Équipe unifiée d'Allemagne et les Indes occidentales.
En 1963, aux Jeux panaméricains de São Paulo, Earl Young dispute et remporte les deux épreuves de relais (4 × 100 m et 4 × 400 m). 

## Palmarès
| Date | Compétition        | Lieu      | Résultat | Discipline |
| ---- | ------------------ | --------- | -------- | ---------- |
| 1960 | Jeux olympiques    | Rome      | 6e       | 400 m      |
| 1960 | Jeux olympiques    | Rome      | 1er      | 4 × 400 m  |
| 1963 | Jeux panaméricains | São Paulo | 1er      | 4 × 100 m  |
| 1963 | Jeux panaméricains | São Paulo | 1er      | 4 × 400 m  |